# 岐阜県立岐阜北高等学校
岐阜県立岐阜北高等学校（ぎふけんりつ ぎふきたこうとうがっこう）は、岐阜県岐阜市則武清水に所在する公立高等学校。
通称は「北高」（きたこう）や「岐阜北」。

## 概要
校訓
- 変わらぬ色の三つ柏
- 若き生命 高き志操
- ペンの象る 英知をもちて

制服
- 男子は詰襟の学生服、女子はブレザーが指定されている
- 学年毎にスリッパとバッジの色を分けている。色は青（白）、赤（金）、緑（緑）の3色で、3年間同じ色のスリッパとバッジを使用する[1]。

## 授業・学校行事
50分授業が行われており、授業時間確保のために1日7時限授業が週3回行う。2学期制を採用している。ほぼ毎月、中間考査、期末考査、実力考査などの考査（テスト）が行われる。アメリカの姉妹校とホームステイや相互訪問を通じた国際交流が行う。9月には北高祭と呼ばれる学校祭が行われ、文化祭と体育祭が催される。第2学年は修学旅行の際、沖縄本島（沖縄県）・伊江島（沖縄県）を訪問し第1学年は高山遠足、第3学年は京都遠足をいずれも前期に行う。

## 沿革

### 岐阜市立女子高等学校
- 1905年（明治38年） - 長良尋常高等小学校に長良農業商業補習学校女子部が設置される。
- 1914年（大正3年） - 長良農業商業裁縫補習学校に改称される。
- 1930年（昭和5年） - 長良実科女学校と改称される（この学校ではこの年をもって創立としている）。
- 1940年（昭和15年） - 高等女学校に昇格のため岐阜市立長良実科高等女学校となる。
- 1942年（昭和17年） - 岐阜市立高等女学校に改称される。
- 1948年（昭和23年） - 学制改革により岐阜市立女子高等学校となる。

### 岐阜市立農業高等学校
- 1946年（昭和21年） - 岐阜市立農業学校が開校する。
- 1948年（昭和23年） - 学制改革により岐阜市立農業高等学校となる。

### 岐阜市立高等学校
- 1941年（昭和16年） - 岐阜市立中学校が創立される。
- 1948年（昭和23年）4月 - 学制改革により岐阜市立高等学校となる。
- 1948年（昭和23年）9月 - 学校再配置により岐阜市立女子高校・岐阜市立高校・岐阜市立農業高校が統合され「岐阜市立高等学校」となる。
- 1950年（昭和25年） - 校章が制定される。
- 1951年（昭和26年） - 校歌が制定される、農業科が岐阜農林高校に移管される。

### 岐阜県立岐阜北高等学校
- 1956年（昭和31年） - 岐阜県に移管され、岐阜県立岐阜北高等学校と改称する。
- 1974年（昭和49年） - 学校群制度が始まる（岐阜北高校は第4群で加納高校と、第3群で岐山高校との総合選抜）。
- 1983年（昭和58年） - 学校群制度が終わり再び単独選抜となる。
- 1992年（平成4年） - アメリカのカトリン・ゲイブル校と姉妹校になる。

## 学区
岐阜県では、平成30年（2018年）度の県立高校入試から学区を廃止したため、県内全域から進学が可能である。

## 姉妹校
- アメリカオレゴン州のカトリン・ゲイブル校 The Catlin Gabel School（英語版） ※ 当校の日本語コースは廃止されたため、現在、姉妹交換交流は行われていない。

## 部活動
約9割の生徒が部活動に加入し、運動系ではインターハイ出場経験もあるハンドボール部やバドミントン部などがある。演劇部は、全国高等学校演劇大会第15回大会で最優秀賞を獲得している。

### 運動系部活動
- 野球部
- 陸上競技部
- 水泳部
- 卓球部
- ソフトテニス部
- テニス部
- バドミントン部
- ハンドボール部
- バレーボール部
- サッカー部
- バスケットボール部
- 柔道部(2023年度より募集停止)
- 剣道部

### 文化系部活動
- 演劇部
- 吹奏楽部
- コーラス部
- 美術部
- 囲碁将棋部
- 放送部
- 書道部
- 自然科学部
- マルチメディア部
- 茶道部
- ESS部

## 進路状況
| 国公立大学     |       | 私立大学     |        |
| -------------- | ----- | ------------ | ------ |
| 東京大学       | 2名   | 早稲田大学   | 6名    |
| 名古屋大学     | 20名  | 慶應義塾大学 | 2名    |
| 大阪大学       | 7名   | 上智大学     | 4名    |
| 北海道大学     | 2名   | 東京理科大学 | 3名    |
| 名古屋工業大学 | 16名  | 明治大学     | 7名    |
| 岐阜大学       | 57名  | 立教大学     | 1名    |
| 東北大学       | 1名   | 青山学院大学 | 2名    |
| 金沢大学       | 13名  | 中央大学     | 8名    |
| 岐阜薬科大学   | 8名   | 南山大学     | 130名  |
| 名古屋市立大学 | 8名   | 同志社大学   | 33名   |
| 計             | 220名 | 計           | 1015名 |

## アクセス
JR岐阜駅や名鉄岐阜駅から岐阜バスC70/C71/C72（快速便）で、「北高前」停留所下車。

## 出身者
- 棚橋祐治 - 通商産業事務次官、石油資源開発社長
- 内藤正彦 - 国土交通省北陸地方整備局長、リバーフロント整備センター主席研究員
- 神山征二郎 - 映画監督
- 松原好之 - 小説家、予備校講師
- 榎並正樹 - 名古屋大学名誉教授、日本鉱物科学会会長
- 渡邉浩司 - 中央大学経済学部教授
- タカ・ヒロセ（広瀬 隆/Taka Hirose） - イギリスのロックバンド、フィーダーベース
- 加藤義久 - 元ぎふチャンアナウンサー
- 角令子 - 元NHK岐阜放送局キャスター
- 辻秀典 - 起業家、計算機科学者
- 恩田聖敬 - 実業家、FC岐阜元社長
- 華井俊樹 - 元大阪地方裁判所判事補、史上7人目の弾劾裁判での罷免者
- me_ho - 歌手
- 石神愛子 - 名古屋テレビアナウンサー、元鹿児島テレビアナウンサー
- 鷲見玲奈 - フリーアナウンサー、元テレビ東京アナウンサー
- やながせゆっこ - タレント
- ドーキンズ英里奈 - タレント、モデル
- 伊藤寧々 - 女優、元乃木坂46
- 山﨑すがら - タレント、シンガーソングライター、俳優、映像作家